# Agrotis obotritica
Agrotis obotritica är en fjärilsart som beskrevs av Schmidt 1858. Agrotis obotritica ingår i släktet Agrotis och familjen nattflyn. Inga underarter finns listade i Catalogue of Life.